# Esporte Clube Metropol
El Esporte Clube Metropol es un equipo de fútbol de Brasil que juega en el Liga Minera Catarinense. Ha participado en cuatro ocasiones en el Campeonato Brasileño de Serie A, la primera división nacional de fútbol durante la década de los años 1960.

## Historia
Fue fundado el 15 de noviembre de 1945 en el municipio de Criciúma del estado de Santa Catarina por la Companhia Carbonífera Metropolitana y fue una pieza relevante dentro del conflicto que había en los años 1960 en la industria carbonífera del estado en un periodo en los que las empresas de carbón en Criciúma contaban con un club de fútbol compuestos por empleados que sacaban sus frustraciones en el campo de juego, por lo que la mayoría de los partidos terminaban en violencia.
Es uno de los equipos pioneros en ser financiado por empresas y no por un ente municipal, el cual llegó al grado de profesional en 1959, dando inicio a la época más exitosa de la institución, los años 1960, donde el club comenzó a contratar a jugadores profesionales para reforzarse, con lo que trajo resultados inmediatos como el Campeonato Catarinense en 1960, el primero de tres que ganó el club de manera consecutiva.
En 1961 participa por primera vez en el Campeonato Brasileño de Serie A, llamado en ese entonces Taça Brasil, donde fue eliminado en la primera ronda de la zona sur por el Gremio de Porto Alegre del estado de Río Grande del Sur al perder 1-3 el partido de desempate, con lo que terminó en el lugar 12 entre 18 equipos. Al año siguiente regresan al torneo nacional con mejores resultados, ya que en la primera ronda eliminaron al Esporte Clube Comercial del estado de Paraná con marcador global de 3-2, pero fueron eliminados en la segunda ronda 4-6 por el SC Internacional del estado de Río Grande del Sur, perdiendo ambos partidos con marcador de 2-3 finalizando en noveno lugar entre 18 equipos. En ese mismo año el club realiza una gira por Europa donde jugaron 23 partidos en España, Alemania Federal, Suiza, Dinamarca y Rumania, ganando 13, empatando 6 y perdiendo solo cuatro enfrentando a equipos como el Deportivo La Coruña, Elche CF, Hertha BSC, OB Odense, Aalborg BK, CFR Cluj, ASA Targu Mures entre otros.
En 1963 aparecen por tercera ocasión consecutiva en el torneo nacional, eliminando el la primera ronda 5-3 al Londrina Esporte Clube del estado de Paraná, pero es eliminado en la segunda ronda 2-3 por el Gremio de Porto Alegre del estado de Río Grande del Sur, finalizando en octavo lugar entre 20 equipos, un hecho extraño para un equipo que no pertenece al estado de Sao Paulo.
El año 1967 ha sido el más exitoso en la historia del club, primero porque gana el campeonato Catarinense por cuarta ocasión, originando el regreso del club al Campeonato Brasileño de Serie A, donde superan la primera ronda al ganar su grupo eliminando al Gremio de Porto Alegre, quien los había eliminado del torneo nacional en dos ocasiones, pero fue eliminado en cuartos de final por el Botafogo FR del estado de Río de Janeiro, equipo que terminaría siendo el campeón nacional en ese año, finalizando en séptimo lugar entre 21 equipos. Tras esos logros en el campeonato nacional el club fue conocido como el equipo de Santa Catarina por ser el referente del fútbol estatal durante los años 1960
En 1969 es campeón estatal por quinta ocasión, siendo esta la última aparición en competiciones profesionales del club luego de tener desacuerdos con la Federación de Fútbol del Estado de Santa Catarina, por lo que después de eso han participado en los torneos aficionados, aunque desde 2019 trabajan para regresar a la competición profesional.

## Palmarés
- Campeonato Catarinense: 5

1960, 1961, 1962, 1967, 1969